# 타우아주

타우아주의 위치

타우아주(프랑스어: Tahoua Region)는 니제르의 주이다. 면적은 106,677km2고 2011년 기준 인구는 2,741,922명이며 주도는 타우아다.

## 인구
| 연도    | 인구      | ±%     |
| ------- | --------- | ------ |
| 1977    | 993,615   | —      |
| 1985    | 1,308,598 | +31.7% |
| 2001    | 1,972,907 | +50.8% |
| 2012    | 3,328,365 | +68.7% |
| source: |           |        |

## 같이 보기
- 니제르의 행정 구역